# Coriarachne depressa
Coriarachne depressa là một loài nhện trong họ Thomisidae.
Loài này thuộc chi Coriarachne. Coriarachne depressa được Carl Ludwig Koch miêu tả năm 1837.

## Hình ảnh

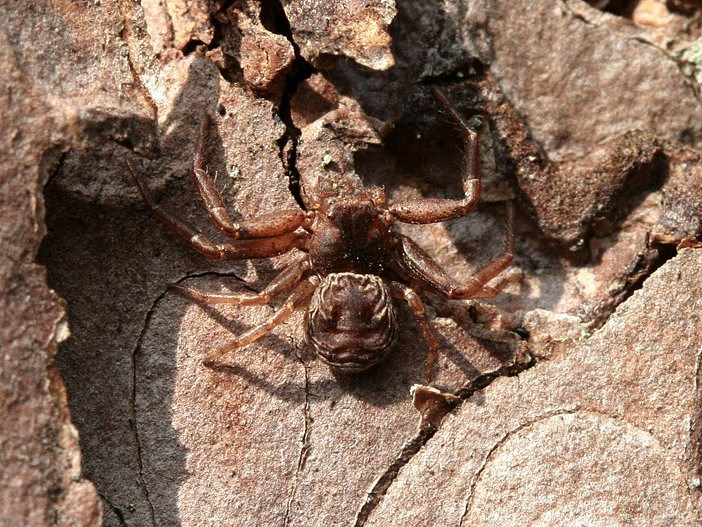
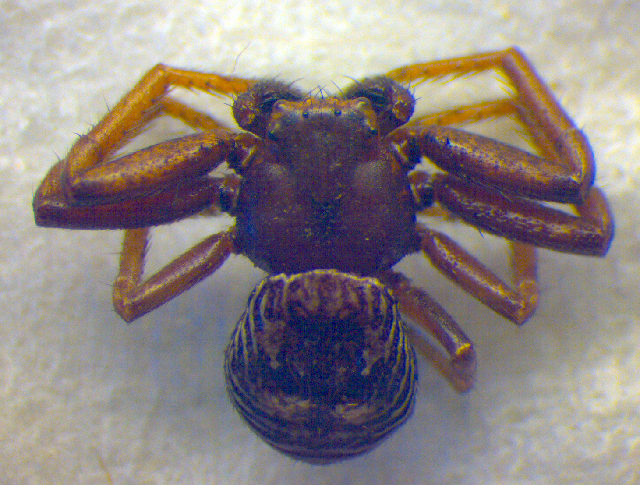